# Clathria distincta
Clathria distincta är en svampdjursart som först beskrevs av Thiele 1903.  Clathria distincta ingår i släktet Clathria och familjen Microcionidae. Inga underarter finns listade i Catalogue of Life.